# Tabula rasa
Tabula rasa és una locució llatina que significa «taula rasa» és a dir, una tauleta de cera sense inscriure. La tauleta de cera permetia de prendre notícies i d'esborrar-les en escalfar-la i per a allisar-la, id est fer taula rasa i tornar a tenir un «full en blanc».
En la llengua quotidiana, s'utilitza l'expressió «fer tabula rasa» per a expressar l'acció d'esborrar fets passats, similar a l'expressió més moderna de «fer creu i ratlla».
En filosofia, tabula rasa fa referència a la tesi epistemològica que cada individu neix amb la ment «buida», és a dir, sense contingut innat, de manera que tots els coneixements i habilitats de cada ésser humà són exclusivament fruit de l'aprenentatge a través de les seves experiències i percepcions sensorials.
La idea que l'esperit neix com una taula rasa no admet fases intermèdies entre allò que s'ha adquirit i allò que és innat ni admet tampoc la possibilitat que certs continguts fossin «inscrits» abans de néixer. El corrent filosòfic que es deriva d'aquest concepte és l'empirisme, que també proclama que l'experiència és el primer constituent de qualsevol coneixement humà. La idea la taula rasa va ser popularitzada pel filòsof anglès John Locke, però ja es troba, endre d'altres, als escrits de Plató, que l'utilitza per a descriure la memòria, Aristòtil i sant Tomàs d'Aquino.
En urbanisme es fa servir l'expressió tabula rasa per indicar l'operació d'eliminar qualsevol existència d'un sector en desenvolupament i traçar-hi una configuració urbana de bell nou.